# Филимонова Горка
Филимонова Горка (рос. Филимонова Горка) — присілок у Лузькому районі Ленінградської області Російської Федерації.
Населення становить 31 особу. Належить до муніципального утворення Дзержинське сільське поселення.

## Історія
Згідно із законом від 28 вересня 2004 року № 65-оз належить до муніципального утворення Дзержинське сільське поселення.

## Населення
| 1838 | 1862 | 1928 | 1958 | 1997 | 2007 | 2010 |
| ---- | ---- | ---- | ---- | ---- | ---- | ---- |
| 126  | ↘111 | ↘110 | ↘51  | ↘13  | ↗31  | →31  |